# Godefroy de Blonay (1869-1937)
Pour les autres membres de la famille, voir Famille de Blonay.
Pour l’article homonyme, voir Godefroy de Blonay.
Godefroy-Jean-Henri-Louis, baron de Blonay, né le 25 juillet 1869 à Füllinsdorf et mort le 14 février 1937 à Biskra, est une personnalité suisse du Comité international olympique.

## Biographie
Fils du baron Gustave-Louis de Blonay, banquier et propriétaire du château de Grandson, et de sa seconde épouse Marie Ringwald (il était veuf en premières noces d'Alice Dufour), Godefroy de Blonay épouse Élisabeth de Salis-Soglio, fille du comte Pierre de Salis-Soglio, et petite-fille de Peter de Salis-Soglio (en) et de Charles Joseph Latrobe.
Godefroy de Blonay suit des études en égyptologie à Paris et devient privat-docent à Neuchâtel en 1911. Il est le premier Suisse à intégrer le Comité international olympique en 1899 et un membre fondateur du Comité olympique suisse qu'il préside de 1912 à 1915. Ami intime de Pierre de Coubertin, il assure l'intérim de la présidence du CIO de 1916 à 1919 et devient vice-président de la commission exécutive en 1925.
Blonay est également président de la Société d'histoire de la Suisse romande de 1921 à 1937.

## Œuvres
- Avec Louis de la Vallée-Poussin, Contes bouddhiques, t. Annales du Musée Guimet. Revue de l’Histoire des Religions., Paris, Ernest Leroux, 1892 (lire sur Wikisource), « Contes bouddhiques », p. 2-22. Consulté le  26 septembre 2020.
- Matériaux pour servir à l'histoire de la déesse buddhique Târâ, Bibliothèque de l'École pratique des hautes études. Section des sciences historiques et philologiques, 1895[1]
- Mélanges d’indianisme, Paris, Leroux, 1911 (lire sur Wikisource), « Note sur la déesse buddhique Tārā », p. 47-51. Consulté le 26 septembre 2020.
- Aperçu sur l'état de l'indianisme, Leçon d'inauguration de la chaire d'indianisme à l'université de Neuchâtel lue le 13 décembre 1915. Publié dans le Bulletin de l'Ecole française d'Extrême-Orient[2]